# NHK福島放送局
37°45′5″N 140°27′38.4″E / 37.75139°N 140.460667°E
NHK福島放送局（日语：／），又称NHK福島广播电视台，是日本放送協會位於福島縣福島市、負責主管NHK在福島縣地區事務的地方广播电视台（放送局）。